# Chapelle Notre-Dame du Grattoir

La chapelle de Notre-Dame du Grattoir, située au lieu-dit Le Grattoir dans la ville de Châtillon-sur-Colmont en Mayenne est une chapelle du XIXe siècle. Cette chapelle a remplacé une ancienne croix en 1720 et a été complètement reconstruite en 1868.

## Description et historique
Il est question du Grattoir au XIIIe siècle, au sujet de dîme et de la donation d'une pièce de terres faite aux religieux de Fontaine-Géhard, en 1236 et en 1260.
En 1866, Jean Pourriel, par son testament en date du 2 novembre 1865, donnait à la fabrique de Châtillon sa part indivise de la chapelle du Grattoir avec 150 mètres carrés de terrain environnant la petite chapelle, et en plus 500 francs destinés à la construction d'une nouvelle chapelle, à charge pour la fabrique d'y faire célébrer une messe pour lui et son épouse, Marie Coupeau, le jour de la Saint-Jean.
Le petit oratoire du XVIIIe siècle a donc été remplacée par une chapelle de plus grandes dimensions en 1868.
Le 8 novembre 1885, un chemin de croix fut érigé dans la chapelle.
De 1961 à 1976, la Sainte-Vierge abritée dans la chapelle en était sortie tous les ans à l'Ascension, et était portée en procession dans le village du Grattoir.
La chapelle a été restaurée plusieurs fois de 1992 à 1999.

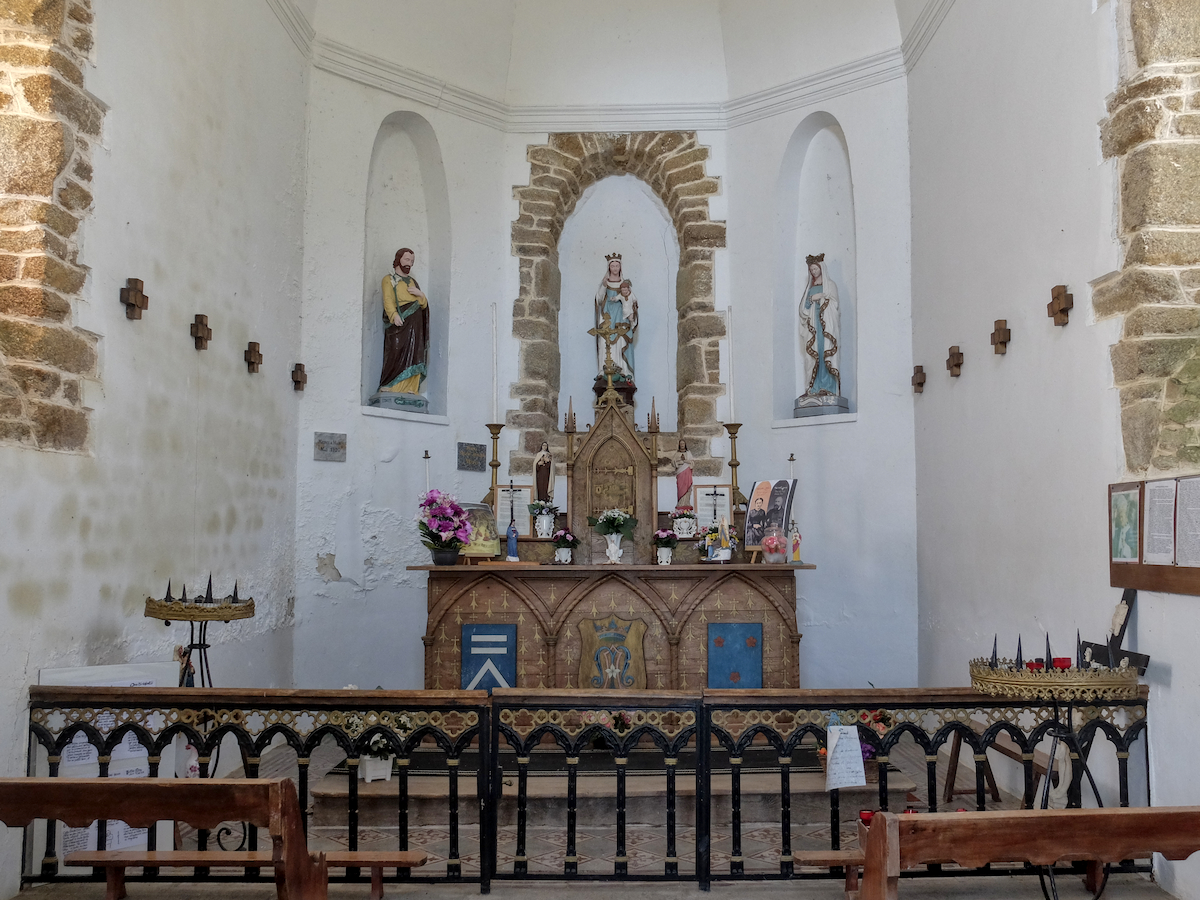
Intérieur de la Chapelle.
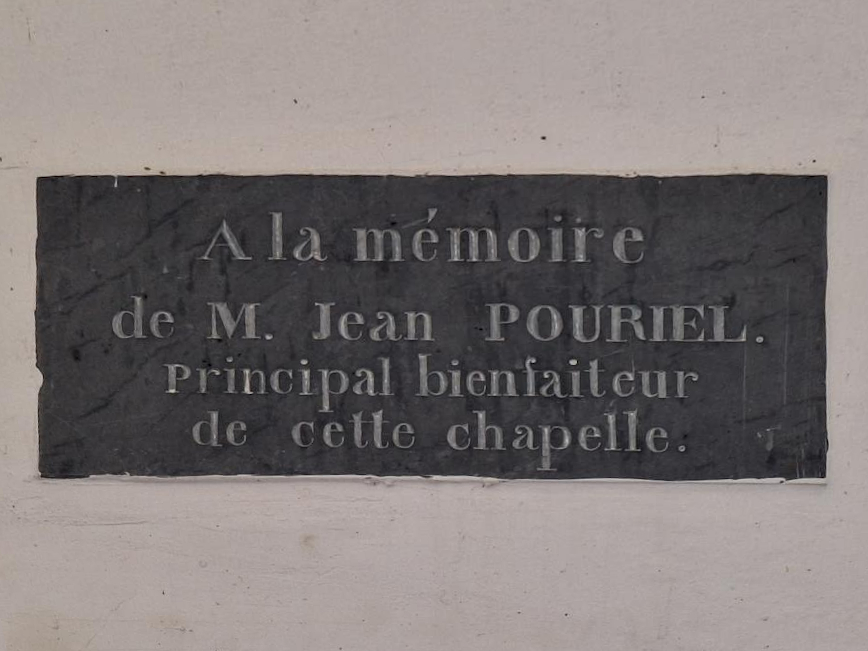
Plaque commémorative.